# آرامش قبل از طوفان
آرامش قبل از طوفان فیلمی به کارگردانی و نویسندگی خسرو پرویزی محصول سال ۱۳۳۹ است.

## بازیگران
- ناصر ملک مطیعی
- فرانک میرقهاری
- گریگوری مارک
- سهیلا
- اکبر هاشمی
- عزیزه
- غلامعلی نبی‌پور
- غلام
- ناصر
- ویگن